# Trude Herr
Trude Herr (właśc. Gertrud Herr; ur. 4 maja 1927 w Kolonii, zm. 16 marca 1991 w Lauris) – niemiecka piosenkarka, artystka estradowa, aktorka i reżyserka teatralna.
W 1988 odznaczona Krzyżem Zasługi Orderu Zasługi Republiki Federalnej Niemiec.

## Życiorys
Trude Herr urodziła się jako trzecie dziecko maszynisty Roberta Herra (1891–1961) i jego żony Agathe (1893–1973) w dzielnicy Kolonii – Kalk, a dorastała w Mülheim. Jej ojciec był działaczem Komunistycznej Partii Niemiec i od 1933 r. był więźniem obozu koncentracyjnego, w wyniku czego rodzina Herrów żyła w złych warunkach materialnych. Po ukończeniu szkoły podstawowej podjęła pracę zawodową, najpierw w piekarni, później w agencji handlowej. W 1943 r. ich mieszkanie zostało zniszczone podczas bombardowania i rodzina została przeniesiona do wioski Ewersbach w Hesji (obecnie dzielnica Dietzhölztal). Tam pracowała jako maszynistka w szpitalu, a następnie w urzędzie. Po zakończeniu wojny powróciła do Kolonii, gdzie znalazła pracę w dziale reklamy gazety Die Volksstimme wydawanej przez KPD. W 1946 roku została członkiem teatru objazdowego, a wkrótce potem do swojego teatru przyjął ją Willy Millowitsch.
W 1949 roku wraz ze Gustavem Schellhardtem założyła grupę teatralną Cologne Lustspielbühne. Po upadku projektu pracowała do 1954 r. jako barmanka w jednym z kolońskich barów.
Od 1954 roku wielokrotnie występowała na imprezach karnawałowych w różnych klubach w Kolonii jako Büttenrednerin (mówca komedii karnawałowej). W 1955 roku zagrała swoją pierwszą dużą rolę w komedii telewizyjnej Der verkaufte Großvater u boku Willy'ego Millowitscha. Wystąpiła w ponad 30 filmach, wielokrotnie pojawiała się w programach telewizyjnych i odnosiła sukcesy w muzyce szlagierowej. Do jej najpopularniejszych utworów należały Ich will keine Schokolade, In der Spelunke zur alten Unke czy Spiegel-Twist.

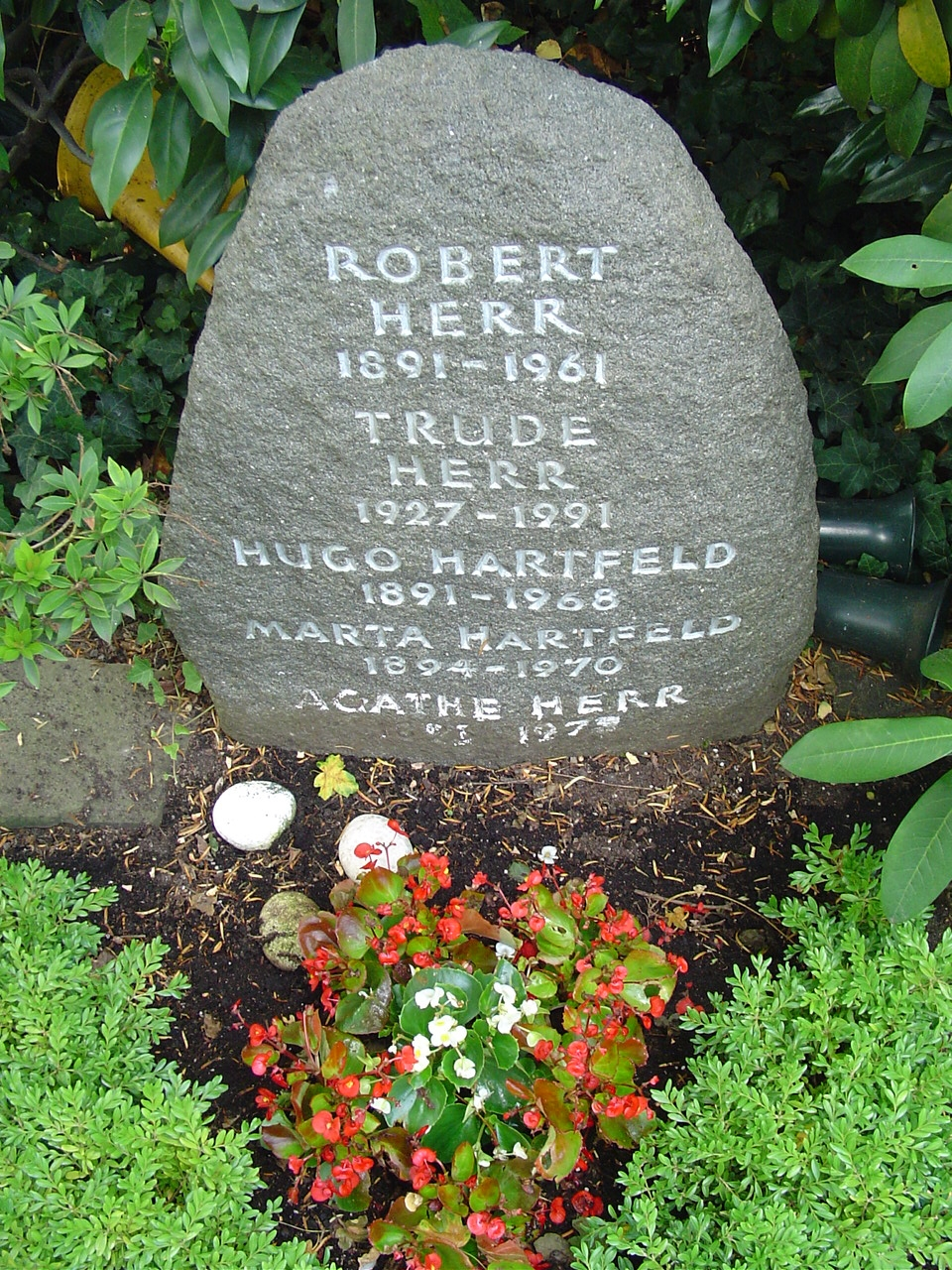
Grób Trude Herr

W latach 1970–1976 ponownie należała do zespołu kolońskiego Millowitsch-Theater. We wrześniu 1977 roku otworzyła własną scenę teatralną Theater im Vringsveedel przy Severinstraße w Kolonii, który był jednym z najczęściej odwiedzanych teatrów prywatnych w kraju. W lutym 1986 r. teatr został jednak zamknięty z powodu narastających problemów zdrowotnych Herr.
W lipcu 1987 roku przeniosła się na wyspy Fidżi w pobliże stolicy Suvy. W tym roku udzieliła swojego ostatniego wywiadu telewizyjnego Güntherowi Jauchowi. W 1991 roku powróciła do Europy i zamieszkała w Lauris w południowej Francji, gdzie wkrótce zmarła na niewydolność serca w wieku 63 lat. Została pochowana na Cmentarzu Północnym w Kolonii. 
W 1966 roku poślubiła pochodzącego z Tunezji Ahmeda M'Bareka. Małżeństwo trwało do 1976 roku. Na początku lat dziewięćdziesiątych na Fidżi poznała swojego ostatniego partnera, Samuela Bawesi.

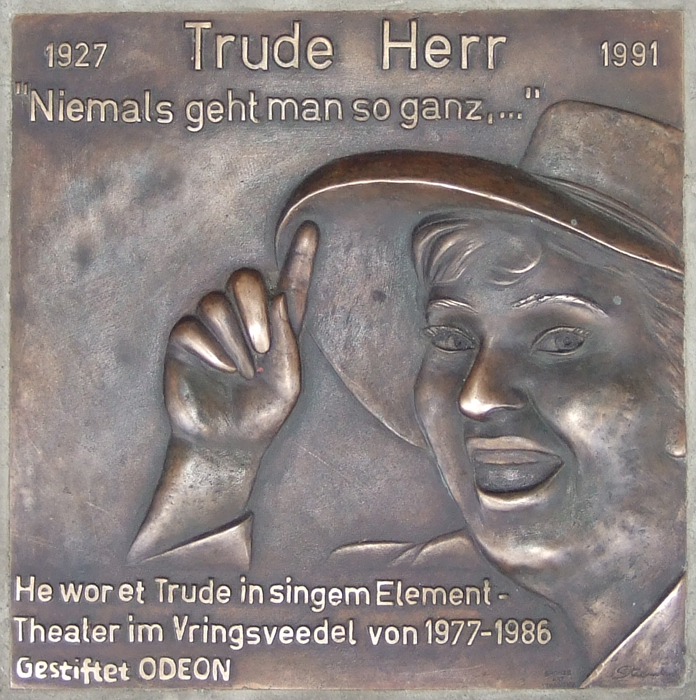
Tablica pamiątkowa na budynku dawnego teatru Trude Herr w Kolonii

## Filmografia (wybór)[6]
- 1959: Alle Tage ist kein Sonntag
- 1962: Drei Liebesbriefe aus Tirol
- 1964: Freddy und das Lied der Prärie
- 1967: Heubodengeflüster
- 1971: Hurra, bei uns geht's rund
- 1976: Tango
- 1983: Schöne Bescherung
- 1984: Geschichten aus der Heimat